# الأرض الموعودة
الأرض الموعودة (بالإنجليزية: A Promised Land)‏ هي مذكرات بقلم باراك أوباما الرئيس الرابع والأربعون للولايات المتحدة من 2009 إلى 2017. نُشرت في 17 نوفمبر 2020، وهي الجزء الأول من سلسلة من مجلدين مخطط لنشرها. تركز المذكرات الرئاسية على حياته السياسية، وتوثق حياة أوباما منذ سنواته الأولى كرئيس من خلال الأحداث المحيطة بمقتل أسامة بن لادن في مايو 2011. يتكون الكتاب من 768 صفحة وهو متاح كنسخ رقمية وورقية وترجم إلى عشرين لغة. هناك أيضًا إصدار مسموع من الكتاب مدته 28 ساعة يقرأه أوباما نفسه.

## النشر

غلاف النسخة الأصلية

كان من المقرر نشر الكتاب في 17 نوفمبر 2020، بعد فترة وجيزة من الانتخابات الوطنية. تم إعداد طباعتها الأولى لتصل إلى ثلاثة ملايين نسخة تحسباً لطلب استثنائي.  ووصفت صحيفة نيويورك تايمز الكتاب بأنه «مضمون فعليًا» ليكون الكتاب الأكثر مبيعًا لهذا العام.  إلى جانب النسخة الأصلية الإنجليزية، سيتم نشر 24 ترجمة: الألبانية والعربية والبلغارية والصينية والتشيكية والدنماركية والهولندية والفنلندية والفرنسية والألمانية واليونانية والعبرية والمجرية والإيطالية واليابانية والكورية والليتوانية والنرويجية والبولندية والبرتغالية والرومانية والإسبانية والسويدية والفيتنامية. 
أعلنت دار هاشيت أنطوان للنشر أنها ستصدر النسخة العربية من الكتاب في الربع الأول من عام 2021.